# Västra Fågelviks kyrka
Västra Fågelviks kyrka är sockenkyrka i Västra Fågelviks församling, Årjängs kommun. Kyrkan ligger på ett näs vid sundet mellan norra och södra delen av sjön Foxen. Den nuvarande stenkyrkan är uppförd 1856-1859, men ersatte då en äldre träkyrka, troligtvis av medeltida ursprung. Den medeltida kyrkans belägenhet är inte med visshet känd.
Kyrkan är orienterad i nord-sydlig riktning och består av rektangulärt långhus, utbyggt kor i söder, vidbyggd sakristia på långhusets östsida samt torn vid den norra gaveln. Ingång i norr via tornets bottenvåning samt mitt på långhusets västsida. Kyrkan uppfördes i tidstypisk, nyklassicistisk stil och är såväl exteriört som interiört välbevarad. De vitputsade murarna kröns av profilerat listverk och genombryts av rundbågiga portal- och fönsteröppningar. Svagt utskjutande portalrisaliter, med eget takfall. Kyrkorummet täcks av tredingstak. Koret upplyses av tre högsmala fönsteröppningar. Såväl altarprydnad som predikstol är samtida med kyrkobyggnaden.Kyrkan är ritad av arkitekten Albert Törnqvist.

## Orgel
- Innan 1960 års orgel använde man ett harmonium.
- 1960 byggdes en mekanisk orgel av Olof Hammarberg.

| Manual        | Pedal      | Koppel  |
| Gedakt 8’     | Subbas 16’ | Man/Ped |
| Principal 4’  |            |         |
| Rörflöjt 4’   |            |         |
| Kvintadena 2’ |            |         |
| Mixtur 3 ch   |            |         |